# Петричоне (Терамо)
Петричоне (итал. Petriccione) је насеље у Италији у округу Терамо, региону Абруцо.
Према процени из 2011. у насељу је живело 951 становника. Насеље се налази на надморској висини од 113 м.